# Drum național 65A
Der Drum național 65A (rumänisch für „Nationalstraße 65A“, kurz DN65A) ist eine Hauptstraße in Rumänien.

## Verlauf
Die Straße zweigt in Turnu Măgurele an der Donau vom Drum național 52 ab, der über eine Donaufähre die Verbindung zur Stadt Nikopol in Bulgarien herstellt, verläuft in generell nördlicher Richtung durch die Walachische Tiefebene über Putineiu nach Roșiorii de Vede, vor dem sie den Drum național 65E aufnimmt, kreuzt in Roșiorii de Vede den Drum național 6 (zugleich Europastraße 70) und führt weiter über Dobrotești nach Costești und mündet 13 km vor der Kreishauptstadt Pitești in den Drum național 65 (Europastraße 574), an dem sie endet.
Die Länge der Straße beträgt rund 124 Kilometer.